# Danh sách quyền thần, lãnh chúa và thủ lĩnh các cuộc nổi dậy có ảnh hưởng lớn trong lịch sử Việt Nam
Trong lịch sử Việt Nam, ngoài những triều đại hợp pháp ổn định về nhiều mặt từ kinh tế, chính trị đến văn hóa xã hội và tồn lại lâu dài còn có những chính quyền tự chủ là tự lập chưa cấu thành nên chế độ. Nhiều chính quyền chỉ tồn tại ngắn ngủi hoặc chưa thực sự xưng vương xưng đế, có những chính thể tuy cũng đã thế tập tước vị nhiều đời và thực sự cầm quyền nhưng danh nghĩa vẫn chỉ là bề tôi hay thế lực cát cứ độc lập nhưng có tầm ảnh hưởng không nhỏ trong thời đại mà chúng tồn tại.

## Nhà Triệuvànước Nam Việt(207–111 TCN)
| Chân dung | Lãnh chúa        | Tự xưng   | Thụy hiệu | Tước hiệu        | Tên húy     | Tại vị | Tại vị | Tại vị  | Nguồn       |
| --------- | ---------------- | --------- | --------- | ---------------- | ----------- | ------ | ------ | ------- | ----------- |
|           | Thương Ngô Vương | Tần Vương | không có  | Thương Ngô Vương | Triệu Quang | ?      | —      | 111 TCN | [ 1 ] [ 2 ] |
|           | Tây Vu Vương     | không có  | không có  | Tây Vu Vương     | không rõ    | ?      | —      | 111 TCN | [ 3 ] [ 4 ] |

## Thời kỳBắc thuộc

### Khởi nghĩa Chu Đạt (156–160)
| Chân dung | Thủ lĩnh | Tôn hiệu | Thụy hiệu | Tước hiệu | Tên húy | Tại vị | Tại vị | Tại vị | Nguồn       |
| --------- | -------- | -------- | --------- | --------- | ------- | ------ | ------ | ------ | ----------- |
|           | Chu Đạt  | không có | không có  | không có  | Chu Đạt | 156    | —      | 160    | [ 5 ] [ 6 ] |

### Khởi nghĩa Lương Long(178–181)
| Chân dung | Thủ lĩnh   | Tôn hiệu | Thụy hiệu | Tước hiệu | Tên húy    | Tại vị | Tại vị | Tại vị | Nguồn       |
| --------- | ---------- | -------- | --------- | --------- | ---------- | ------ | ------ | ------ | ----------- |
|           | Lương Long | không có | không có  | không có  | Lương Long | 178    | —      | 181    | [ 7 ] [ 8 ] |

### Sĩ Vương (187–227)
| Chân dung | Thái thú | Tôn hiệu        | Thụy hiệu                           | Tước hiệu                                                    | Tên húy  | Trị vì | Trị vì | Trị vì | Nguồn               |
| --------- | -------- | --------------- | ----------------------------------- | ------------------------------------------------------------ | -------- | ------ | ------ | ------ | ------------------- |
|           | Sĩ Nhiếp | Nam giao học tổ | Thiện Cảm Gia Ứng Linh Vũ Đại Vương | Thái thú Giao Chỉ (187 – 206) Tổng đốc Giao Châu (207 – 226) | Sĩ Nhiếp | 187    | —      | 226    | [ 9 ] [ 10 ] [ 11 ] |
|           | Sĩ Huy   | không có        | không có                            | Thái thú Cửu Chân Thứ sử Giao Châu                           | Sĩ Huy   | 227    | —      | 227    | [ 12 ] [ 13 ]       |

### Khởi nghĩa Bà Triệu (248)
| Chân dung | Thủ lĩnh | Tôn hiệu                             | Thụy hiệu | Tước hiệu | Tên húy                                   | Tại vị | Tại vị | Tại vị | Nguồn         |
| --------- | -------- | ------------------------------------ | --------- | --------- | ----------------------------------------- | ------ | ------ | ------ | ------------- |
|           | Bà Triệu | Nhụy Kiều tướng quân Lệ Hải bá vương | không có  | không có  | Triệu Ẩu Triệu Thị Trinh Triệu Quốc Trinh | 248    | —      | 248    | [ 14 ] [ 15 ] |

### Khởi nghĩa Lương Thạc(317–323)
| Chân dung | Thủ lĩnh   | Tôn hiệu | Thụy hiệu | Tước hiệu                            | Tên húy    | Tại vị | Tại vị | Tại vị  | Nguồn         |
| --------- | ---------- | -------- | --------- | ------------------------------------ | ---------- | ------ | ------ | ------- | ------------- |
|           | Lương Thạc | không có | không có  | Thái thú Tân Xương Thái thú Giao Chỉ | Lương Thạc | 319    | —      | 323 325 | [ 16 ] [ 17 ] |

### Khởi nghĩa Lý Trường Nhân (468 – 485)
| Chân dung | Thứ sử         | Miếu hiệu | Thụy hiệu | Tước hiệu                             | Tên húy        | Tại vị | Tại vị | Tại vị | Nguồn         |
| --------- | -------------- | --------- | --------- | ------------------------------------- | -------------- | ------ | ------ | ------ | ------------- |
|           | Lý Trường Nhân | không có  | không có  | Thứ sử Giao Châu Hành châu sự         | Lý Trường Nhân | 468    | —      | 478    | [ 18 ] [ 19 ] |
|           | Lý Thúc Hiến   | không có  | không có  | Ninh Viễn quân Tư mã Thứ sử Giao Châu | Lý Thúc Hiến   | 479    | —      | 485    | [ 20 ] [ 21 ] |

### Khởi nghĩa Lý Bí (541–544)
| Chân dung | Thủ lĩnh | Miếu hiệu | Thụy hiệu | Niên hiệu | Tên húy      | Trị vì | Trị vì | Trị vì | Nguồn         |
| --------- | -------- | --------- | --------- | --------- | ------------ | ------ | ------ | ------ | ------------- |
|           | Lý Bí    | không có  | không có  | không có  | Lý Bí Lý Bôn | 541    | —      | 544    | [ 22 ] [ 23 ] |

### Lương quốc (617 – 621)
| Chân dung | Vua       | Miếu hiệu | Thụy hiệu | Niên hiệu             | Tên húy   | Trị vì | Trị vì | Trị vì | Nguồn |
| --------- | --------- | --------- | --------- | --------------------- | --------- | ------ | ------ | ------ | ----- |
|           | Tiêu Tiển | không có  | không có  | Minh Phượng (617–621) | Tiêu Tiển | 617    | —      | 621    |       |

### Khởi nghĩa Dương Thanh(819 – 820)
| Chân dung | Thủ lĩnh    | Miếu hiệu | Thụy hiệu | Tước hiệu        | Tên húy     | Tại vị | Tại vị | Tại vị | Nguồn |
| --------- | ----------- | --------- | --------- | ---------------- | ----------- | ------ | ------ | ------ | ----- |
|           | Dương Thanh | không có  | không có  | Thứ sử Hoan Châu | Dương Thanh | 819    | —      | 820    |       |

### Việt Hán(923 – 931) hoặc (930–931)
| Chân dung | Hoàng Đế       | Miếu hiệu | Thụy hiệu          | Niên hiệu                                                | Tên húy                               | Tại vị  | Tại vị | Tại vị | Nguồn |
| --------- | -------------- | --------- | ------------------ | -------------------------------------------------------- | ------------------------------------- | ------- | ------ | ------ | ----- |
|           | Nam Hán Cao Tổ | Cao Tổ    | Thiên Hoàng Đại Đế | Càn Hanh (923–925) Bạch Long (925–928) Đại Hữu (928–931) | Lưu Nghiễm Lưu Nham Lưu Trắc Lưu Cung | 923 930 | —      | 931    |       |

## Thời kỳ độc lập

### Nhà Ngô

#### Loạn 12 sứ quân(944–968)
Sau khi Ngô Quyền qua đời, hào trưởng các nơi liên tục nổi dậy, tạo ra cục diện hỗn chiến kéo dài 24 năm, sử gọi là "thập nhị sứ quân chi loạn", phải đến khi Vạn Thắng Vương Đinh Bộ Lĩnh nổi lên thì giang sơn mới thống nhất.

thập nhị sứ quân chi loạn

1. Ngô Xương Xí tức Ngô Sứ Quân[n]
2. Ngô Nhật Khánh tức Ngô Lãm Công
3. Đỗ Cảnh Thạc tức Đỗ Cảnh Công
4. Phạm Bạch Hổ tức Phạm Phòng Át
5. Kiều Công Hãn tức Kiều Tam Chế
6. Nguyễn Khoan tức Nguyễn Thái Bình
7. Nguyễn Siêu tức Nguyễn Hữu Công
8. Nguyễn Thủ Tiệp tức Nguyễn Lệnh Công
9. Kiều Thuận tức Kiều Lệnh Công
10. Lý Khuê tức Lý Lãng Công
11. Trần Lãm tức Trần Minh Công
12. Lã Đường tức Lã Tá Công

#### Vạn Thắng Vương (951–968)
| Chân dung | Thủ lĩnh        | Tôn hiệu | Tước hiệu | Niên hiệu | Tên húy                | Tại vị | Tại vị | Tại vị |
| --------- | --------------- | -------- | --------- | --------- | ---------------------- | ------ | ------ | ------ |
|           | Vạn Thắng Vương | không có | không có  | không có  | Đinh Bộ Lĩnh Đinh Hoàn | 951    | —      | 968    |

### Nhà Tiền Lê

#### Chiến tranh kế vị thời Tiền Lê(1005)
Sau cái chết của vua cha Lê Đại Hành, các vương hầu nổi loạn tranh giành ngôi báu gây ra cuộc biến loạn kéo dài 10 tháng, trong nước vô chủ: 
1. Đông Thành vương Lê Ngân Tích (Long Tích)
2. Ngự Man vương Lê Long Đinh
3. Ngự Bắc vương Lê Long Cân
4. Định Phiên vương Lê Long Tung
5. Phó vương Lê Long Tương
6. Trung Quốc vương Lê Long Kính
7. Nam Quốc vương Lê Long Mang
8. Phù Đái vương (con nuôi Lê Đại Hành, không rõ tên)
9. Nam Phong vương Lê Long Việt (tuy giành được ngôi báu nhưng tại vị có 3 ngày)
10. Khai Minh vương Lê Long Đĩnh (vua Lê Ngọa Triều sau này)

Tương truyền người thời đó có câu sấm: Thập nhị xưng đại vương, thập ác vô nhất thiện nghĩa là "Mười hai người xưng đại vương, mười ác không một thiện" (Mười hai xưng đại vương ứng với 12 người con của Lê Đại Hành). Mười ác không một thiện chỉ những người tham gia làm loạn, trừ Kình Thiên vương Lê Long Thâu đã mất sớm và Hành Quân vương Lê Long Đề đi sứ nhà Tống không tham chiến.

### Nhà Lý

#### Vua Nùng(1038 – 1055)
| Chân dung | Hoàng đế             | Miếu hiệu | Thụy hiệu | Niên hiệu               | Tên húy       | Trị vì    | Trị vì | Trị vì    |
| --------- | -------------------- | --------- | --------- | ----------------------- | ------------- | --------- | ------ | --------- |
|           | Chiêu Thánh Hoàng Đế | không có  | không có  | Chiêu Thánh (1038–1039) | Nùng Tồn Phúc | 1038      | —      | 1039      |
|           | Nhân Huệ Hoàng Đế    | không có  | không có  | Nhân Duệ (1052–1055)    | Nùng Trí Cao  | 1041 1052 | —      | 1048 1055 |

### Nhà Trần

#### Khởi nghĩa Đoàn Thượng (1207–1228)
| Chân dung | Thủ lĩnh    | Tôn hiệu           | Tước hiệu  | Niên hiệu | Tên húy     | Tại vị | Tại vị | Tại vị |
| --------- | ----------- | ------------------ | ---------- | --------- | ----------- | ------ | ------ | ------ |
|           | Đoàn Thượng | Đông Hải đại vương | Hồng vương | không có  | Đoàn Thượng | 1207   | —      | 1228   |

#### Hoài Vũ Đạo Vương (1218–1229)
| Chân dung | Thủ lĩnh   | Tự xưng                           | Thụy hiệu | Niên hiệu | Tên húy    | Tại vị | Tại vị | Tại vị |
| --------- | ---------- | --------------------------------- | --------- | --------- | ---------- | ------ | ------ | ------ |
|           | Nguyễn Nộn | Hoài Vũ Đạo Vương Đại Thắng Vương | không có  | không có  | Nguyễn Nộn | 1218   | —      | 1229   |

## Thời kỳ thuộc Minh

### Duệ Vũ đại vương (1408)
| Chân dung | Thủ lĩnh      | Tự xưng          | Thụy hiệu | Niên hiệu | Tên húy       | Tại vị | Tại vị | Tại vị |
| --------- | ------------- | ---------------- | --------- | --------- | ------------- | ------ | ------ | ------ |
|           | Phạm Thế Căng | Duệ Vũ đại vương | không có  | không có  | Phạm Thế Căng | 1408   | —      | 1408   |

### Khởi nghĩa Lam Sơn(1418 –1427)[25]
| Chân dung | Thủ lĩnh        | Miếu hiệu | Thụy hiệu | Niên hiệu | Tên húy | Tại vị | Tại vị | Tại vị |
| --------- | --------------- | --------- | --------- | --------- | ------- | ------ | ------ | ------ |
|           | Bình Định vương | không có  | không có  | không có  | Lê Lợi  | 1418   | —      | 1426   |

## Thời kỳ tái độc lập –Nhà Hậu Lê, giai đoạnLê sơ

### Khởi nghĩaTrần Cảo(1516 – 1521)
| Chân dung | Vua       | Miếu hiệu | Thụy hiệu | Niên hiệu             | Tên húy   | Trị vì | Trị vì | Trị vì |
| --------- | --------- | --------- | --------- | --------------------- | --------- | ------ | ------ | ------ |
|           | Trần Cảo  | không có  | không có  | Thiên Ứng (1516–1517) | Trần Cảo  | 1516   | —      | 1517   |
|           | Trần Cung | không có  | không có  | Tuyên Hóa (1517–1521) | Trần Cung | 1517   | —      | 1521   |

## Thời kỳ chia cắt

### Nhà Hậu Lê– giai đoạnLê trung hưng

#### Chúa TrịnhởĐàng Ngoài(1545 – 1787)
| Chân dung | Chúa           | Miếu hiệu | Thụy hiệu             | Niên hiệu | Tên húy               | Trị vì | Trị vì | Trị vì |
| --------- | -------------- | --------- | --------------------- | --------- | --------------------- | ------ | ------ | ------ |
|           | Trịnh Kiểm     | Thế Tổ    | Minh Khang Thái Vương | không có  | Trịnh Kiểm            | 1545   | —      | 1570   |
|           | Trịnh Cối      | không có  | Tuấn Đức hầu          | không có  | Trịnh Cối             | 1570   | —      | 1570   |
|           | Bình An Vương  | Thành Tổ  | Triết Vương           | không có  | Trịnh Tùng            | 1570   | —      | 1623   |
|           | Thanh Đô Vương | Văn Tổ    | Nghị Vương            | không có  | Trịnh Tráng           | 1623   | —      | 1652   |
|           | Tây Định Vương | Hoằng Tổ  | Dương Vương           | không có  | Trịnh Tạc             | 1653   | —      | 1682   |
|           | Định Nam Vương | Chiêu Tổ  | Khang Vương           | không có  | Trịnh Căn             | 1682   | —      | 1709   |
|           | An Đô Vương    | Hy Tổ     | Nhân Vương            | không có  | Trịnh Cương           | 1709   | —      | 1729   |
|           | Uy Nam Vương   | Dụ Tổ     | Thuận Vương           | không có  | Trịnh Giang           | 1729   | —      | 1740   |
|           | Minh Đô Vương  | Nghị Tổ   | Ân Vương              | không có  | Trịnh Doanh           | 1740   | —      | 1767   |
|           | Tĩnh Đô Vương  | Thánh Tổ  | Thịnh Vương           | không có  | Trịnh Sâm             | 1767   | —      | 1782   |
|           | Điện Đô Vương  | không có  | Xung Mẫn Vương        | không có  | Trịnh Cán             | 1782   | —      | 1782   |
|           | Đoan Nam Vương | không có  | Linh Vương            | không có  | Trịnh Khải Trịnh Tông | 1782   | —      | 1786   |
|           | Án Đô Vương    | không có  | không có              | không có  | Trịnh Bồng            | 1786   | —      | 1787   |

#### Chúa NguyễnởĐàng Trong(1558 – 1777)
| Chân dung | Chúa                | Miếu hiệu         | Thụy hiệu                                                                                            | Niên hiệu | Tên húy                                         | Trị vì | Trị vì | Trị vì |
| --------- | ------------------- | ----------------- | --- | --------- | ----------------------------------------------- | ------ | ------ | ------ |
|           | Chúa Tiên           | Thái Tổ           | Triệu Cơ Thùy Thống Khâm Minh Cung Ý Cần Nghĩa Đạt Lý hiển Ứng Chiêu Hựu Diệu Linh Gia Dụ Tiên Vương | không có  | Nguyễn Hoàng                                    | 1558   | —      | 1613   |
|           | Chúa Sãi Chúa Bụt   | Tuyên Tổ Hy Tông  | Hiển Mô Quang Liệt Ôn Cung Minh Duệ Dực Thiện Tuy Du Hiếu Văn Phật Vương                             | không có  | Nguyễn Phúc Nguyên                              | 1613   | —      | 1635   |
|           | Chúa Thượng         | Thần Tổ Thần Tông | Thừa Cơ Toàn Thống Quân Minh Hùng Nghị Uy Đoán Anh Vũ Hiếu Chiêu Thượng Vương                        | không có  | Nguyễn Phúc Lan                                 | 1635   | —      | 1648   |
|           | Chúa Hiền           | Nghị Tổ Thái Tông | Tuyên Uy Kiến Vũ Anh Minh Trang Chính Thánh Đức Thần Công Hiếu Triết Hiền Vương                      | không có  | Nguyễn Phúc Tần                                 | 1648   | —      | 1687   |
|           | Chúa Nghĩa          | Anh Tông          | Thiệu Hư Toản Nghiệp Khoan Hồng Bác Hậu Ôn Huệ Từ Tường Hiếu Nghĩa Vương                             | không có  | Nguyễn Phúc Thái Nguyễn Phúc Trăn               | 1687   | —      | 1691   |
|           | Chúa Minh Quốc Chúa | Hiển Tông         | Anh Mô Hùng Lược Thánh Minh Tuyên Đạt Khoan Từ Nhân Thứ Hiếu Minh Vương                              | không có  | Nguyễn Phúc Chu                                 | 1691   | —      | 1725   |
|           | Chúa Ninh           | Túc Tông          | Tuyên Quang Thiệu Liệt Tuấn Triết Tĩnh Uyên Kinh Văn Vĩ Vũ Hiếu Ninh Vương                           | không có  | Nguyễn Phúc Chú Nguyễn Phúc Trú Nguyễn Phúc Thụ | 1725   | —      | 1738   |
|           | Chúa Vũ             | Thế Tông          | Kiền Cương Uy Đoán Thần Nghị Thánh Du Nhân Từ Duệ Trí Hiếu Vũ Vương                                  | không có  | Nguyễn Phúc Khoát Nguyễn Phúc Hiếu              | 1738   | —      | 1765   |
|           | Chúa Định           | Duệ Tông          | Thông Minh Khoan Hậu Anh Mẫn Huệ Hòa Hiếu Định Đại Vương                                             | không có  | Nguyễn Phúc Thuần Nguyễn Phúc Hân               | 1765   | —      | 1776   |
|           | Tân Chính Vương     | không có          | Cung Mẫn Anh Đoán Huyền Mặc Vĩ Văn Mục Vương                                                         | không có  | Nguyễn Phúc Dương                               | 1776   | —      | 1777   |

#### Chúa BầuởTuyên Quang(1527 – 1699)
| Chân dung | Chúa                                | Miếu hiệu | Thụy hiệu | Niên hiệu                         | Tên húy      | Trị vì | Trị vì | Trị vì |
| --------- | ----------------------------------- | --------- | --------- | --------------------------------- | ------------ | ------ | ------ | ------ |
|           | Khánh Bá Hầu                        | không có  | không có  | không có                          | Vũ Văn Uyên  | 1527   | —      | 1557   |
|           | Gia Quốc Công                       | không có  | không có  | không có                          | Vũ Văn Mật   | 1560   | —      | ?      |
|           | Nhân Quốc Công                      | không có  | không có  | không có                          | Vũ Công Kỷ   | ?      | —      | ?      |
|           | Hòa Thắng Hầu hoặc Hòa Quận Công    | không có  | không có  | Long Bình Vương (1599–1600)       | Vũ Đức Cung  | ?      | —      | ?      |
|           | Thuần Quận Công hoặc Thùy Quận Công | không có  | không có  | không có                          | Vũ Công Ứng  | ?      | —      | 1669   |
|           | Khoan Quận Công                     | không có  | không có  | Tiểu Giao Cương Vương (1672–1699) | Vũ Công Tuấn | 1670   | —      | 1699   |

#### Chúa Mường Thanh (1739–1769)
| Chân dung | Thủ lĩnh        | Miếu hiệu | Thụy hiệu | Niên hiệu | Tên húy        | Trị vì | Trị vì | Trị vì |
| --------- | --------------- | --------- | --------- | --------- | -------------- | ------ | ------ | ------ |
|           | Hoàng Công Chất | không có  | không có  | không có  | Hoàng Công Thư | 1750   | —      | 1769   |

#### Khởi nghĩa Nguyễn Danh Phương (1740–1751)[26]
| Chân dung | Thủ lĩnh | Tự xưng                       | Thụy hiệu | Niên hiệu | Tên húy                            | Tại vị | Tại vị | Tại vị |
| --------- | -------- | ----------------------------- | --------- | --------- | ---------------------------------- | ------ | ------ | ------ |
|           | Quận Hẻo | Thuận thiên khải vận đại nhân | không có  | không có  | Nguyễn Danh Phương Nguyễn Danh Ngu | 1740   | —      | 1751   |

#### Khởi nghĩa Nguyễn Hữu Cầu (1743–1751)
| Chân dung | Thủ lĩnh | Tự xưng                                    | Tước hiệu       | Niên hiệu | Tên húy        | Tại vị | Tại vị | Tại vị |
| --------- | -------- | ------------------------------------------ | --------------- | --------- | -------------- | ------ | ------ | ------ |
|           | Quận He  | Đông Đạo Thống Quốc Bảo Dân Đại tướng quân | Hướng Nghĩa Hầu | không có  | Nguyễn Hữu Cầu | 1743   | —      | 1751   |

#### Khởi nghĩa Lê Duy Mật (1740–1770)
| Chân dung | Thủ lĩnh   | Tự xưng         | Thụy hiệu | Niên hiệu | Tên húy    | Tại vị | Tại vị | Tại vị |
| --------- | ---------- | --------------- | --------- | --------- | ---------- | ------ | ------ | ------ |
|           | Lê Duy Mật | Thiên Nam Đế Tử | không có  | không có  | Lê Duy Mật | 1740   | —      | 1770   |

#### Khởi nghĩa Tây Sơn(1771–1778)[27]
| Chân dung | Thủ lĩnh      | Tự xưng                        | Thụy hiệu | Niên hiệu | Tên húy     | Tại vị | Tại vị | Tại vị |
| --------- | ------------- | ------------------------------ | --------- | --------- | ----------- | ------ | ------ | ------ |
|           | Tây Sơn Vương | Đệ nhất trại chủ Tây Sơn vương | không có  | không có  | Nguyễn Nhạc | 1776   | —      | 1778   |

### Nhà Tây Sơn

#### Nguyễn VươngởNam Hà(1780 – 1802)
| Chân dung | Chúa         | Miếu hiệu | Thụy hiệu | Niên hiệu | Tên húy                                            | Trị vì | Trị vì | Trị vì |
| --------- | ------------ | --------- | --------- | --------- | -------------------------------------------------- | ------ | ------ | ------ |
|           | Nguyễn Vương | không có  | không có  | không có  | Nguyễn Phúc Ánh Nguyễn Phúc Chủng Nguyễn Phúc Noãn | 1780   | —      | 1802   |

#### Tây Sơn VươngvàTiểu triềuởQuy Nhơn(1789 – 1798)
| Chân dung | Thủ lĩnh      | Tước hiệu | Thụy hiệu | Niên hiệu | Tên húy        | Trị vì | Trị vì | Trị vì |
| --------- | ------------- | --------- | --------- | --------- | -------------- | ------ | ------ | ------ |
|           | Tây Sơn Vương | không có  | không có  | không có  | Nguyễn Nhạc    | 1789   | —      | 1793   |
|           | Tiểu triều    | Hiếu công | không có  | không có  | Nguyễn Văn Bảo | 1793   | —      | 1798   |

## Thời kỳ tái thống nhất và Pháp thuộc

### Nhà Nguyễn– giai đoạn độc lập
Theo thống kê từ các số liệu trong sử sách thì thời gian đầu nhà Nguyễn xảy ra hàng trăm cuộc nổi dậy của nông dân, tuy nhiên nổi bật và gây ảnh hưởng nhiều nhất là 4 cuộc khởi nghĩa sau: 

#### Cuộc nổi dậy Phan Bá Vành(1821–1827)[28]
| Chân dung | Thủ lĩnh     | Miếu hiệu | Tự xưng  | Tước hiệu | Tên húy      | Tại vị | Tại vị | Tại vị |
| --------- | ------------ | --------- | -------- | --------- | ------------ | ------ | ------ | ------ |
|           | Phan Bá Vành | không có  | không có | không có  | Phan Bá Vành | 1821   | —      | 1827   |

#### Cuộc nổi dậy Lê Duy Lương(1832–1838)
| Chân dung | Thủ lĩnh     | Miếu hiệu | Tự xưng          | Tước hiệu    | Tên húy      | Tại vị | Tại vị | Tại vị |
| --------- | ------------ | --------- | ---------------- | ------------ | ------------ | ------ | ------ | ------ |
|           | Lê Duy Lương | không có  | Đại Lê hoàng tôn | Diên Tự công | Lê Duy Lương | 1832   | —      | 1838   |

#### Cuộc nổi dậy Nông Văn Vân(1833–1835)
| Chân dung | Thủ lĩnh     | Miếu hiệu | Tự xưng                    | Tước hiệu | Tên húy      | Tại vị | Tại vị | Tại vị |
| --------- | ------------ | --------- | -------------------------- | --------- | ------------ | ------ | ------ | ------ |
|           | Nông Văn Vân | không có  | Tiết chế Thượng tướng quân | không có  | Nông Văn Vân | 1833   | —      | 1835   |

#### Cuộc nổi dậy Lê Duy Cự(1854–1856)[29]
| Chân dung | Thủ lĩnh  | Miếu hiệu | Tự xưng  | Tước hiệu | Tên húy               | Tại vị | Tại vị | Tại vị |
| --------- | --------- | --------- | -------- | --------- | --------------------- | ------ | ------ | ------ |
|           | Lê Duy Cự | không có  | không có | không có  | Lê Duy Cự Lê Duy Đồng | 1854   | —      | 1856   |

### Nhà Nguyễn– giai đoạn Pháp thuộc

#### Khởi nghĩa Yên Thế(1884–1913)[30][31]
| Chân dung | Thủ lĩnh       | Biệt danh                  | Thụy hiệu | Niên hiệu | Tên húy                                         | Tại vị | Tại vị | Tại vị |
| --------- | -------------- | -------------------------- | --------- | --------- | ----------------------------------------------- | ------ | ------ | ------ |
|           | Lương Văn Nắm  | Đề Nắm                     | không có  | không có  | Lương Văn Nắm                                   | 1884   | —      | 1892   |
|           | Hoàng Hoa Thám | Hùm thiêng Yên Thế Đề Thám | không có  | không có  | Hoàng Hoa Thám Trương Văn Nghĩa Trương Văn Thám | 1892   | —      | 1913   |

#### Phong trào Cần Vương(1885–1896)
Ngoài cuộc khởi nghĩa Cần Vương trực tiếp do Tôn Thất Thuyết và Trần Xuân Soạn lãnh đạo còn có 1 loạt các cuộc khởi nghĩa khác, tất cả họ đều mang danh nghĩa phù vua Hàm Nghi chống Pháp (tức là cuộc chiến giữa triều đình với người Tây). Duy có Đoàn Chí Tuân tách hẳn ra xưng Hoàng đế:
| Chân dung | Thủ lĩnh      | Miếu hiệu | Thụy hiệu | Niên hiệu | Tên húy                    | Tại vị | Tại vị | Tại vị |
| --------- | ------------- | --------- | --------- | --------- | -------------------------- | ------ | ------ | ------ |
|           | Đoàn Chí Tuân | không có  | Bạch Xỉ   | Long Đức  | Đoàn Đức Mậu Đoàn Chí Tuân | 1888   | —      | 1896   |

#### Khởi nghĩaPhan Xích Long– Đại Minh quốc (1912 – 1916)
| Chân dung | Thủ lĩnh       | Miếu hiệu | Thụy hiệu | Niên hiệu               | Tên húy        | Tại vị | Tại vị | Tại vị |
| --------- | -------------- | --------- | --------- | ----------------------- | -------------- | ------ | ------ | ------ |
|           | Phan Xích Long | không có  | Xích Long | Hồng Long (1912 – 1916) | Phan Phát Sanh | 1912   | —      | 1916   |

## Các vị chúa dân tộc thiểu số

### Chúa Thái–Mường
| Chân dung | Chúa           | Miếu hiệu | Thụy hiệu | Niên hiệu | Tên húy                                      | Trị vì | Trị vì | Trị vì |
| --------- | -------------- | --------- | --------- | --------- | -------------------------------------------- | ------ | ------ | ------ |
|           | Trịnh Giác Mật | không có  | không có  | không có  | Trịnh Giác Mật                               | ?      | —      | ?      |
|           | Ngưu Hống      | không có  | không có  | không có  | Lò Lẹt                                       | ?      | —      | ?      |
|           | Xa Phần        | không có  | không có  | không có  | Xa Phần                                      | ?      | —      | 1337   |
|           | Đèo Cát Hãn    | không có  | không có  | không có  | Đèo Cát Hãn                                  | ?      | —      | ?      |
|           | Đèo Mạnh Vượng | không có  | không có  | không có  | Đèo Mạnh Vượng                               | ?      | —      | ?      |
|           | Đèo Cầm Công   | không có  | không có  | không có  | Đèo Cầm Công                                 | 1650   | —      | 1675   |
|           | Đèo Kim Cát    | không có  | không có  | không có  | Đèo Kim Cát                                  | ?      | —      | ?      |
|           | Đèo Văn Ân     | không có  | không có  | không có  | Đèo Văn Ân                                   | ?      | —      | 1869   |
|           | Đèo Văn Sanh   | không có  | không có  | không có  | Cầm Sinh                                     | 1869   | —      | 1878   |
|           | Đèo Văn Trị    | không có  | không có  | không có  | Cầm Oum Đèo Văn Trí Đèo Văn Tri Điêu Văn Trì | 1878   | —      | 1908   |
|           | Đèo Văn Kháng  | không có  | không có  | không có  | Đèo Văn Kháng                                | 1908   | —      | 1927   |
|           | Đèo Văn Long   | không có  | không có  | không có  | Đèo Văn Long                                 | 1927   | —      | 1954   |
|           | Đèo Văn An     | không có  | không có  | không có  | Đèo Văn An                                   | 1954   | —      | 1975   |
|           | Đèo Nàng Tỏi   | không có  | không có  | không có  | Đèo Nàng Tỏi                                 | 1975   | —      | 2008   |
|           | Đèo Văn Đức    | không có  | không có  | không có  | Đèo Văn Đức                                  | 2008   | —      | ?      |

Các đời lãnh chúa người Thái do khiếm khuyết về mặt sử liệu nên ở đây không thống kê hết được, do đó có nhiều khoảng trống về thời gian trị vì của các đời chúa này từ đời nọ nối đời kia.

### Trấn Ninh phủ(1479–1893)
| Chân dung | Chúa                    | Miếu hiệu | Tước hiệu              | Niên hiệu | Tên húy                    | Trị vì | Trị vì | Trị vì |
| --------- | ----------------------- | --------- | ---------------------- | --------- | -------------------------- | ------ | ------ | ------ |
|           | Bạch Gia Tây            | không có  | Tuyên úy Đại sứ        | không có  | Bạch Gia Tây Lư Cầm Đông   | 1479   | —      | ?      |
|           | Chiêu Khảm Ông Mai Mang | không có  | không có               | không có  | Chiêu Khảm Ông Mai Mang    | ?      | —      | ?      |
|           | Chiêu Khảm Đông         | không có  | không có               | không có  | เจ้าคำด่อน                   | ?      | —      | ?      |
|           | Chiêu Khảm Tang         | không có  | không có               | không có  | เจ้าคำสั้น                    | 1650   | —      | ?      |
|           | Chiêu Khảm Thông        | không có  | không có               | không có  | เจ้าคำทง                    | ?      | —      | ?      |
|           | Chiêu Khảm Cơ Vượng     | không có  | không có               | không có  | เจ้าคำกิวง                   | ?      | —      | ?      |
|           | Chiêu Khảm Khan         | không có  | không có               | không có  | เจ้าคำด่อน                   | 1479   | —      | ?      |
|           | Chiêu Khảm Phổ Tháp     | không có  | không có               | không có  | เจ้าคำพุทธา                  | ?      | —      | ?      |
|           | Chiêu Khảm Tát Tháp     | không có  | không có               | không có  | เจ้าคำศรัทธา                 | 1650   | —      | ?      |
|           | Chiêu Môn Lang Thái     | không có  | không có               | không có  | เจ้าบุนลังไท                  | ?      | —      | ?      |
|           | Chiêu Môn Lạc           | không có  | không có               | không có  | เจ้าบุญรอด                   | ?      | —      | ?      |
|           | Chiêu Khảm Môn Khổng    | không có  | không có               | không có  | เจ้าบุญคง                    | ?      | —      | ?      |
|           | Chiêu Môn Chiêm         | không có  | không có               | không có  | เจ้าบุญจัน                    | ?      | —      | ?      |
|           | Chiêu Khảm Ôn Mang      | không có  | không có               | không có  | เจ้าคำอุ่นเมือง                | ?      | —      | ?      |
|           | Chiêu Nặc Mang          | không có  | không có               | không có  | เจ้าหน่อเมือง                 | ?      | —      | ?      |
|           | Chiêu Ông Lạc           | không có  | không có               | không có  | เจ้าองค์หล่อ Lư Cầm Hương     | ?      | —      | ?      |
|           | Chiêu Ông Bôn           | không có  | không có               | không có  | เจ้าองค์บุญ Lư Cầm Uẩn        | ?      | —      | ?      |
|           | Chiêu Tùng Phổ          | không có  | không có               | không có  | เจ้าชมพู Thiệu Kiểu Thiệu Đế | ?      | —      | 1803   |
|           | Chiêu Tân               | không có  | không có               | không có  | เจ้าเชียง Chiêu Sanh         | 1803   | —      | 1804   |
|           | Chiêu Lạc Y             | không có  | Trấn Ninh phòng ngự sử | không có  | เจ้าน้อย Chiêu Nội           | 1804   | —      | 1848   |
|           | Chiêu Ba                | không có  | không có               | không có  | เจ้าโป้                      | 1848   | —      | 1868   |
|           | Chiêu Ông               | không có  | không có               | không có  | เจ้าอึ่ง                      | 1868   | —      | 1873   |
|           | Chiêu Khảm Đề           | không có  | không có               | không có  | Chiêu Khảm Đề              | ?      | —      | ?      |
|           | Chiêu Nê Vĩ             | không có  | không có               | không có  | Chiêu Nê Vĩ                | ?      | —      | 1893   |

Năm 1893, khi người Pháp thành lập Liên bang Đông Dương đã dựa theo địa hình mà cắt phủ Chấn Ninh sang Ai Lao. Sau 414 năm lệ thuộc Đại Việt, khu vực này hiện tại là địa bàn các tỉnh Huaphanh và Xiengkhuang của nước Cộng hòa dân chủ nhân dân Lào.

### Trấn Tây Thành(1835–1841)
| Chân dung | Chúa             | Tước hiệu          | Thụy hiệu          | Niên hiệu | Tên húy | Trị vì | Trị vì | Trị vì |
| --------- | ---------------- | ------------------ | ------------------ | --------- | ------- | ------ | ------ | ------ |
|           | Mỹ Lâm quận chúa | Chân Lạp quận chúa | Ngọc Vân quận chúa | không có  | Ang Mey | 1835   | —      | 1841   |

Trấn Tây Thành là một Trấn của nước Đại Nam nhà Nguyễn, đây là vùng lãnh thổ thuộc Đông Nam Campuchia ngày nay.

### Chúa H'Mông
| Chân dung | Chúa            | Miếu hiệu | Thụy hiệu | Niên hiệu | Tên húy        | Trị vì | Trị vì | Trị vì |
| --------- | --------------- | --------- | --------- | --------- | -------------- | ------ | ------ | ------ |
|           | Vương Chính Đức | không có  | không có  | không có  | Vaj Tsoov Loom | ?      | —      | 1945   |
|           | Vương Chí Sình  | không có  | không có  | không có  | Vaj Txhiaj Lwm | 1945   | —      | 1962   |

### Chúa Tày
| Chân dung | Chúa            | Miếu hiệu | Thụy hiệu | Niên hiệu | Tên húy         | Trị vì | Trị vì | Trị vì |
| --------- | --------------- | --------- | --------- | --------- | --------------- | ------ | ------ | ------ |
|           | Hoàng Yến Tchao | không có  | không có  | không có  | Hoàng Yến Tchao | 1905   | —      | 1950   |
|           | Hoàng A Tưởng   | không có  | không có  | không có  | Hoàng A Tưởng   | 1950   | —      | ?      |

### Vương quốc Xơ Đăng
| Chân dung | Vua               | Miếu hiệu | Thụy hiệu | Niên hiệu                      | Tên húy | Trị vì | Trị vì | Trị vì |
| --------- | ----------------- | --------- | --------- | ------------------------------ | ------- | ------ | ------ | ------ |
|           | Vua Marie đệ nhất | không có  | không có  | Charles–Marie David de Mayréna | Mayréna | 1888   | —      | 1890   |